# Wiktor Kiełczykowski
Wiktor Kiełczykowski (ur. 13 sierpnia 1989 w Warszawie) – polski reżyser i scenarzysta filmowy. Absolwent Akademii Filmu i Telewizji w Warszawie.

## Życiorys
Absolwent Akademii Filmu i Telewizji w Warszawie (2009-2011). Pasjonuje się kinem gatunkowym i polskim science-fiction. Prelegent konwentów związanych z fantastyką. Tworzy kino niezależne oraz pracuje przy produkcjach telewizyjnych i eventowych. Jako aktor/komik współpracował z: Martinem Stankiewiczem, Dannym Ferrerim, Cyber Marianem, Szparagami. Współpracował z: PKP, Polsatem, PGE, siecią sklepów Super-Pharm, Polskim Wydawnictwem Rolniczym, Fundacją TUS. W 2011[wymaga weryfikacji?] reżyserował kampanię reklamową polandnolimits.eu, w której wystąpił Hubert Urbański (w ramach projektu UEFA EURO 2012 „Respect Inclusion - Football with No Limits”).
W 2014 planował nakręcić serial internetowy Horda, ostatecznie jednak nie doszło do jego realizacji - nie zebrano odpowiednich funduszy. Po serialu pozostał scenariusz na 8 odcinków.

## Filmografia

### Filmy krótkometrażowe
- 2008: Człowiek we mgle - preludium (reżyser)
- 2011: Ofiara (aktor, dialogi)[21]
- 2011: Wataha[1] (reżyser, scenariusz, zdjęcia)
- 2013: Koncepcja (aktor, pomysł)[22]
- 2013 To bez sensu (aktor, scenariusz, kierownik planu)[23]
- 2019: N-Arke (reżyser)[potrzebny przypis]
- 2021: Jestem sceptyczny (aktor, scenariusz, montaż)[24]
- 2022: Czarny szlak ebonitu (reżyser)[25][20]

### Filmy
- 2008: Juma (reżyser, scenariusz)
- 2017/2018: „Gdzie jest Polskie złoto?” (II reżyser przez dwa miesiące) - film dokumentalny, TVP, reż. Andrzej Czarnecki[26][2]

### Seriale
- 2017-2021 Kumple (aktor, producent) - serial internetowy[27]

### Filmy reklamowe
- 2011[wymaga weryfikacji?][10] polandnolimits.eu dla Fundacji TUS[12][13][15]
- 2012[potrzebny przypis] „Niepełnosprawnik” dla Fundacji TUS[12]
- 2014 „Piękno i Pasje” dla Polskiego Wydawnictwa Rolniczego - reklama magazynu w telewizji[12][9][28]
- 2014 Amata „Blankets” dla telewizji Polsat - teledysk promujący soundtrack[29][30] z serialu “Na krawędzi 2”[9][8]
- 2019 „1931”[31] dla „Po Prostu Energia”[32][33][34]
- 2020 „Sanity” Polska - kampania reklamowa[35][36]

## Nagrody i wyróżnienia
- 2013: Nagroda Publiczności 48 Hour Film Project(inne języki) - film „Koncepcja”[37][22]
- 2019: wygrana w konkursie na spot „Po prostu energia”, film „1931”[33][31]
- 2021: Najlepszy Scenariusz 10. edycji 48 Hour Film Project - film „Jestem sceptyczny”[24]
- 2022: nominacja do Polish International Film Festival w kategorii International Short Film - film „Czarny szlak ebonitu”[38]
- 2022: laureat Grand Video Awards w kategorii Rozrywka i komedia - film „Sposób na udaną randkę” (odcinek serialu Kumple)[39]